# Ritratto equestre di Anton Giulio Brignole-Sale
Il Ritratto equestre di Anton Giulio Brignole Sale è un dipinto a olio su tela di Antoon van Dyck, conservato a  Palazzo Rosso dei Musei di Strada Nuova a Genova, databile 1627.

## Storia

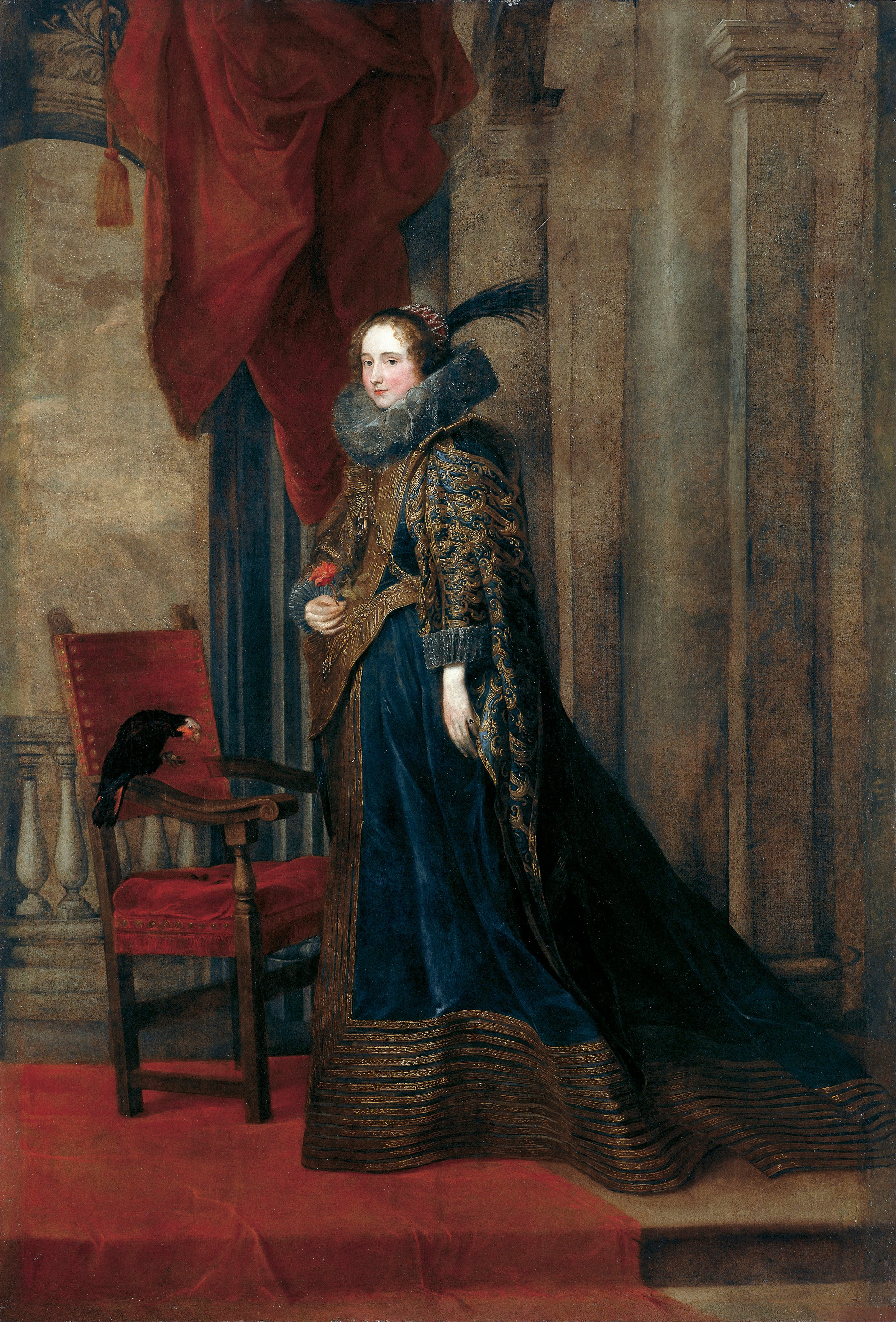
Anton Van Dyck - Ritratto di Paolina Adorno Brignole-Sale

Il dipinto raffigura il marchese genovese Anton Giulio Brignole-Sale, figlio del futuro doge Giovanni Francesco Brignole-Sale. Il ritratto, eseguito assieme a quello della moglie Paolina, costituiscono un esempio raro di ritratti en pendant realizzati da Van Dyck ancora oggi conservati insieme. Sono gli unici due dipinti, insieme a quello raffigurante Geronima Sale Brignole con la figlia Aurelia, tra i circa cinquanta eseguiti durante il periodo genovese di cui si abbia la registrazione del pagamento di ottanta scudi riportato nel libro dei conti dei Brignole-Sale.
La tela fu donata dalla Duchessa di Galliera Maria Brignole-Sale De Ferrari nel 1874 al Comune di Genova insieme a tutta la sua collezione. 

## Descrizione
Nato nel 1605, il nobiluomo è ritratto a ventidue anni, quando venne ascritto al patriziato genovese e acquisì l'eredità del nonno Giulio Sale, oltre al titolo di Marchese di Groppoli. Per affermare lo status recentemente acquisito il giovane aristocratico si fa ritrarre su un cavallo bianco mentre si toglie il cappello con la mano destra: una posa aulica che fino a qualche anno prima era riservata esclusivamente solamente ai sovrani. Questo intento celebrativo è dovuto al fatto che la famiglia fino a quel momento non aveva potuto effigiarsi di titoli nobiliari, si trattava di una famiglia "nuova" del ceto di governo della Repubblica dotata solamente di un grande potere economico dovuto al commercio di lana e seta.  Ai suoi piedi un cane, alle sue spalle delle colonne drappeggiate di rosso e un paesaggio campestre con sullo sfondo una marina. 
La composizione della tela riprende dipinti precedentemente realizzati da Rubens come il Ritratto di Giovanni Carlo Doria a cavallo (Genova, Galleria di Palazzo Spinola) e il Duca di Lerma (Madrid, Museo del Prado). È questo il primo dei tanti ritratti equestri eseguiti da Van Dyck e culminati con i grandi ritratti del re Carlo I d'Inghilterra a cavallo (Carlo I a cavallo).